# ایستگاه راه‌آهن قائم‌شهر
ساختمان ایستگاه راه‌آهن بنایی مربوط به دوره پهلوی اول است که نزدیک به پل هوایی راه‌آهن در قائم‌شهر جای گرفته‌است.

## پیشینه
ساختمان ایستگاه راه‌آهن قائم‌شهر به نام شاهی سابق در دوره پهلوی اول و در سال ۱۳۲۵ ساخته شد.
اولین خط راه‌آهن نوین ایران در دوران رضا شاه پهلوی از شاهی (قائم شهر کنونی) تا بندر شاه (بندر ترکمن امروزی) ساخته شد.